# Lucas Høgsberg
Lucas Høgsberg (Farum, 23 de junio de 2006) es un futbolista danés que juega en la demarcación de defensa para el RC Strasbourg Alsace de la Ligue 1.

## Selección nacional
Tras jugar en las categorías inferiores de la selección, finalmente hizo su debut con la selección absoluta de Dinamarca el 7 de junio contra Irlanda del Norte en un partido amistoso que finalizó con un resultado de 2-1 a favor del combinado danés tras los goles de Gustav Isaksen y Christian Eriksen para Dinamarca, y un autogol de Pierre Emile Højbjerg para Irlanda del Norte.

## Clubes
| Club                 | País      | Año       | Partidos | Goles |
| -------------------- | --------- | --------- | -------- | ----- |
| FC Nordsjælland      | Dinamarca | 2023-2025 | 36       | 0     |
| RC Strasbourg Alsace | Francia   | 2025-     |          |       |